# دهستان چهارگنبد
دهستان چهارگنبد نام دهستانی در بخش بلورد شهرستان سیرجان، استان کرمان در ایران است. براساس سرشماری مرکز آمار ایران در سال ۱۳۹۵، جمعیت آن ۴۳۱۸ نفر بوده‌است.